# Hotbird 13C
O Hotbird 13C, anteriormente chamado de Hotbird 9, foi um satélite de comunicação geoestacionário europeu construído pela EADS Astrium que esteve localizado na posição orbital de 13 graus de longitude leste e era operado pela Eutelsat. O satélite foi baseado na plataforma Eurostar-3000 e teve sua vida útil estimada em 15 anos. Foi substituído pelos satélites Hotbird 13F e Hotbird 13G.

## História
O satélite era idêntico ao Hotbird 8, que foi lançado em agosto de 2006. O contrato para a EADS Astrium construir o mesmo foi feito em maio de 2006.
O nome original do satélite era Hotbird 9, mas em 1 de março de 2012 a Eutelsat adotou uma nova designação para sua frota de satélites, todos os satélites do grupo assumiram o nome Eutelsat associada à sua posição orbital e uma letra que indica a ordem de chegada nessa posição, então o satélite Hotbird 9 recebeu o nome Eutelsat Hotbird 13C.

## Lançamento
O satélite foi lançado com sucesso ao espaço no dia 20 de dezembro de 2008, às 22:35 UTC, por meio de um veículo Ariane 5 ECA, a partir do Centro Espacial de Kourou, na Guiana Francesa, juntamente com o satélite Eutelsat W2M. Ele tinha uma massa de lançamento de 4.880 kg.

## Capacidade e cobertura
O Hotbird 13C estava equipado com 64 transponders de banda Ku ativos, fornecendo TV digital em DTH e canais de rádios para a Europa, Norte da África e Oriente Médio.